# Dizzy Man’s Band
Dizzy Man’s Band war eine niederländische Band, die von 1969 bis 1983 aktiv war.

## Bandgeschichte
Die Gruppe wurde 1968 im nordholländischen Zaandam als Take Five gegründet. Nach der Umbenennung in Dizzy Man’s Band hatten sie im Jahr 1970 ihren ersten Hit mit dem Titel Tickatoo, der in ihrer Heimat ein Top-10-Hit wurde. Das Lied lehnte sich an den damals aktuellen Hit Down on the Corner von Creedence Clearwater Revival an.
Für die achtköpfige Band um den Sänger Jacques Kloes folgten in den nächsten zehn Jahren viele weitere Hits, darunter A Matter of Facts, Jumbo, The Show, Mickey Mouse, Mony the Phony, Turkey Turkey, Everyday in Action und The Opera.
Mitte der 70er hatten sie ihre erfolgreichste Zeit. Sie wurden über die Landesgrenzen hinaus bekannt, und 1974 bekamen sie sogar eine eigene TV-Serie. Ihr größter Hit war 1975 The Opera, mit dem sie auf Platz 2 kamen und auch im Ausland sehr erfolgreich waren. Unter anderem kamen sie damit auch in die deutschen und die österreichischen Charts. Eine satirische deutsche Fassung davon brachte die Hamburger Gruppe Rentnerband 1977 auf ihrem Album Eine Nacht mit Onkel Carlo unter dem Titel Opa’s Oper heraus. In der DDR nahm Achim Mentzel eine eigene deutsche Version unter dem Originaltitel auf, die 1981 bei AMIGA auf einer EP erschien. Insgesamt hatte Dizzy Man’s Band 15 Hits in den Nederlandse Top 40, davon fünf unter den besten 10.
Die Band machte vor allem unterhaltsame Musik mit ungewöhnlicher Instrumentierung. So gehörten auch Trompete, Cello und Flöte zur Bandausstattung. Roadmanager Bob Ketzer fungierte zudem als Sänger und Bühnenclown. In The Opera wurden beispielsweise einige Melodien der klassischen Musik eingebaut und Jacques Kloes parodierte den Stil eines Opernsängers.
Mit der Zeit kam es allerdings zu Differenzen über die musikalische Ausrichtung der Band, aus denen  Bandgründer Kloes 1978 die Konsequenzen zog und die Gruppe verließ. Es folgte Sänger Steve Allet, und die Musik ging fortan mehr in Richtung Hardrock. Danach gab es noch drei kleinere Hits und ab 1980 begann die Band aufgrund des nachlassenden Erfolgs auseinanderzufallen.
Die Dizzy Man’s Band löste sich 1983 endgültig auf. Eine kurzzeitige Wiedervereinigung 1989 blieb ohne Folgen. Die verschiedenen Musiker gingen eigene Wege; so spielte Klaas Versteeg fünf Jahre in Musicalproduktionen mit Jos Brink, bevor er mit Joop Tromp zur Band Big Deal ging. Der Gitarrist Dirk van der Horst ersetzte 1988 den scheidenden Cees Tol bei BZN. Jacques Kloes, der ab 1979 eine Solokarriere verfolgte, hatte im Duett mit Patricia Paay, die schon Gastmusikerin der Band gewesen war, einen Hit (It’s Been a Long Time, NL Platz 25) und machte ab 1993 mit Johan Bouquet als Spaß- und Parodieduo The Showbusters von sich reden. Karl Kalf, der bereits Mitte der 70er gegangen war, spielte später auch für Golden Earring.

## Mitglieder
Gründungsmitglieder
- Jacques Kloes (* 5. März 1948 in Heemskerk; † 2. April 2015), Sänger, bis 1978
- Dirk van der Horst, Gitarrist
- Dirk Buysman, Bass, bis 1973
- Karl Kalf, Trompete, Flügelhorn und Cello, bis 1974
- Herman Smak, Orgel, Klavier
- Joop Tromp, Schlagzeug
- Klaas Versteeg, Flöte und Saxophon
- Bob Ketzer

weitere
- Jan Visser, Bass, 1973
- Hans de Zwart, Bass, 1973/74
- Frans Meinecke, Bass, ab 1974
- Steve Allet (eigentlich Coen Merkelbach), Sänger, ab 1978

## Diskografie

### Alben
| Jahr | Titel                               | Höchstplatzierung, Gesamtwochen, AuszeichnungChartsChartplatzierungen (Jahr, Titel, Platzierungen, Wochen, Auszeichnungen, Anmerkungen) | Anmerkungen |
| Jahr | Titel                               | NL | Anmerkungen |
| ---- | ----------------------------------- | --- | ----------- |
| 2015 | The Golden Years of Dutch Pop Music | NL35 (2 Wo.)NL | Kompilation |

Weitere Alben
- 1970: Dizzy Do Tickatoo
- 1971: Luctor et Emergo
- 1974: The Show
- 1975: The Opera

### Singles
| Jahr | Titel Album                  | Höchstplatzierung, Gesamtwochen, AuszeichnungChartplatzierungen (Jahr, Titel, Album, Platzierungen, Wochen, Auszeichnungen, Anmerkungen) | Höchstplatzierung, Gesamtwochen, AuszeichnungChartplatzierungen (Jahr, Titel, Album, Platzierungen, Wochen, Auszeichnungen, Anmerkungen) | Höchstplatzierung, Gesamtwochen, AuszeichnungChartplatzierungen (Jahr, Titel, Album, Platzierungen, Wochen, Auszeichnungen, Anmerkungen) | Anmerkungen |
| Jahr | Titel Album                  | DE | AT | NL | Anmerkungen |
| ---- | ---------------------------- | --- | --- | --- | ----------- |
| 1970 | Tickatoo Dizzy Do Tickatoo   | — | — | NL6 (10 Wo.)NL |             |
| 1971 | Zig-Zag City                 | — | — | NL37 (2 Wo.)NL |             |
| 1971 | Let’s Go to the Beach        | — | — | NL17 (6 Wo.)NL |             |
| 1972 | A Matter of Facts            | — | — | NL5 (9 Wo.)NL |             |
| 1972 | Jumbo                        | — | — | NL10 (9 Wo.)NL |             |
| 1972 | Shocking                     | — | — | NL17 (5 Wo.)NL |             |
| 1973 | The Show                     | — | — | NL5 (14 Wo.)NL |             |
| 1973 | Fire / Mickey Mouse The Show | — | — | NL21 (4 Wo.)NL |             |
| 1974 | Mony the Phoney The Show     | — | — | NL18 (4 Wo.)NL |             |
| 1975 | Dizzy on the Rocks The Opera | — | — | NL31 (3 Wo.)NL |             |
| 1975 | The Opera                    | DE42 (2 Wo.)DE | AT13 (8 Wo.)AT | NL2 (8 Wo.)NL |             |
| 1976 | Turkey Turkey                | — | — | NL25 (4 Wo.)NL |             |
| 1976 | Every Day in Action          | — | — | NL19 (5 Wo.)NL |             |
| 1978 | Rio                          | — | — | NL26 (5 Wo.)NL |             |
| 1978 | Red                          | — | — | NL30 (4 Wo.)NL |             |

grau schraffiert: keine Chartdaten aus diesem Jahr verfügbar
Weitere Singles
- 1970: Tell Me It’s Allright
- 1970: Young Love
- 1977: Stop the Music
- 1979: Fideljo
- 1979: UFO Lights
- 1980: Mony Mony
- 1982: You Better Run